# Bois-Anzeray
Bois-Anzeray is een gemeente in het Franse departement Eure (regio Normandië) en telt 156 inwoners (1999). De plaats maakt deel uit van het arrondissement Évreux.

## Geografie
De oppervlakte van Bois-Anzeray bedraagt 11,4 km², de bevolkingsdichtheid is 13,7 inwoners per km².
De onderstaande kaart toont de ligging van Bois-Anzeray met de belangrijkste infrastructuur en aangrenzende gemeenten.

## Demografie
Onderstaande figuur toont het verloop van het inwonertal (bron: INSEE-tellingen).